# Tariq Ramadan

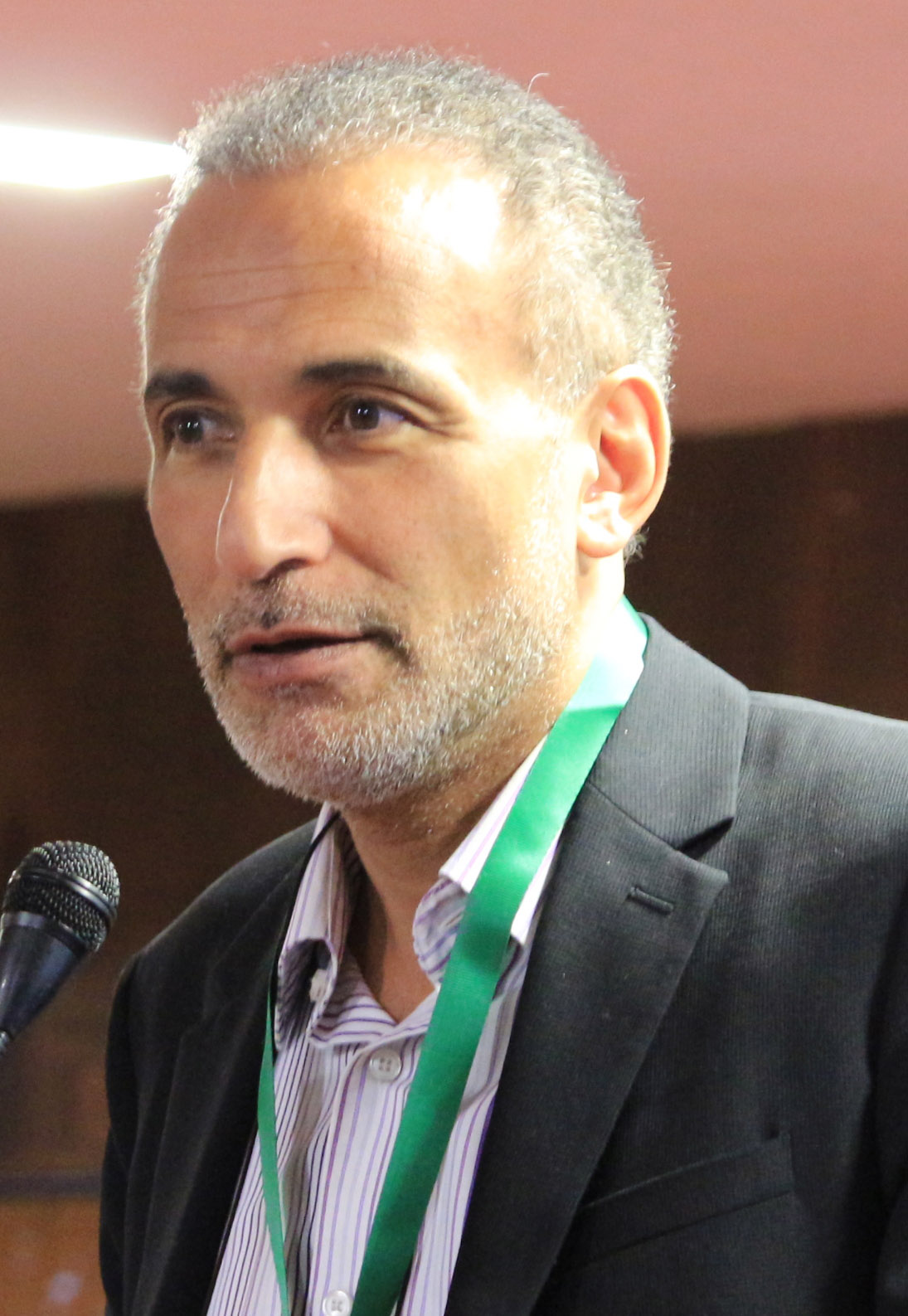
Tariq Ramadan, 2017

Tariq Saïd Ramadan (Arabisch: طارق رمضان, Ṭāriq Ramaḍān) (Genève, 26 augustus 1962) is een Zwitserse filosoof en islamoloog verbonden aan de Universiteit van Oxford. Hij is van Egyptische afkomst.

## Levensloop
Ramadan studeerde filosofie en Franse literatuur. Hij promoveerde in de filosofie aan de Universiteit van Genève. De eerste versie van zijn proefschrift werd door Prof. Genéquand wegens haar apologetische strekking (m.b.t. Hassan al-Banna) afgekeurd. De jury beoordeelde het proefschrift als "niet wetenschappelijk". In 1998 onderbrak hij zijn bezigheden in Genève voor een jaar van studie aan de Leicester Islamic Foundation (bekend om de verspreiding van de werken en gedachtegoed van Maududi) in Markfield, Engeland. Hij studeerde filosofie en Franse literatuur op Masters niveau (scriptie De notie van lijden in Nietzsches filosofie), Arabisch en islamitische studies voor zijn PhD met een dissertatie over Friedrich Nietzsche getiteld Nietzsche als Historicus van Filosofie. Hij studeerde ook Arabisch en islam aan de leidende islamitische Al Azhar universiteit in Caïro. Hij was tot 2004 leraar aan het college van De Saussure (Genève) en docent islamologie aan de universiteit van Fribourg. In maart 2018 onthulde het Franse opinieweekblad Le Point dat Tariq Ramadan noch hoogleraar in de islamologie is, noch in de filosofie.
Zijn grootvader van moederszijde is Hassan al-Banna, de stichter van de Moslimbroederschap in Egypte. Zijn vader, Saïd Ramadan, een van diens volgelingen, verliet Egypte na het verbod op die organisatie en vestigde zich in Zwitserland. Tariq Ramadan en zijn broers beheren er de lokale islamitische Stichting.
In februari 2004 accepteerde hij een aanbod van de Universiteit van Notre Dame in Indiana (VS) voor een aanstelling als hoogleraar godsdienst. Zijn visum werd echter in juli 2004 ingetrokken en hij zag zich daardoor gedwongen van de aanstelling af te zien.
Het Amerikaanse Department of Homeland Security weigerde een duidelijke reden voor het intrekken van het visum te geven, maar verwees in algemene termen naar de ruime bevoegdheid die de Patriot Act de overheid geeft om vreemdelingen die "het terrorisme steunen" de toegang te weigeren. Er waren vooraf aanwijzingen in deze richting gepubliceerd. Men heeft dit in verband met Ramadan echter nooit kunnen bewijzen, wel heeft hij een donatie gedaan in 2003 aan een islamitische liefdadigheidsinstelling die geld aan Hamas heeft geschonken, waardoor zijn beroep werd afgewezen.
In oktober 2005 aanvaardde Ramadan een gastdocentschap aan het St Antony's College van de Universiteit van Oxford. Hij is tevens benoemd tot adviseur van de Britse regering voor moslimaangelegenheden.
In december 2006 aanvaardde Ramadan een gasthoogleraarschap ‘Identiteit en Burgerschap’ aan de Erasmus Universiteit Rotterdam. Deze leerstoel wordt betaald door de gemeente Rotterdam. Naast gasthoogleraar werd Ramadan ook aangesteld als adviseur van de gemeente Rotterdam op het terrein van integratie. Ramadan moest de dialoog tussen moslims en niet-moslims op gang brengen.
Op dinsdag 6 november 2007 werd Ramadan kandidaat voor de leerstoel 'Islam in de Westerse Wereld' aan de Universiteit Leiden. Deze leerstoel zou door de sultan van Oman gefinancierd worden. De voorgenomen benoeming kwam de Leidse universiteit op veel kritiek te staan. Volgens critici spreekt Ramadan met dubbele tong: gematigd en tolerant naar westerlingen en conservatief en orthodox richting de islamitische gemeenschap. Op 28 november 2007 maakte Ramadan bekend af te zien van de functie met als motief dat zijn gezin op zou zien tegen de verhuizing van Engeland naar Nederland. Ramadan koos daarom voor Oxford, waar hij inmiddels senior research fellow was. Wel was er volgens Ramadan een lastercampagne tegen hem gaande door een handvol politici en journalisten.

### Ramadan in Genève
In 1993 lanceerde Tariq Ramadan een heftige campagne om de opvoering tegen te houden van Le fanatisme, ou Mahomet le Prophete, een klassiek toneelstuk van Voltaire tegen religieus fanatisme in het algemeen. De opvoering was ter gelegenheid van de driehonderdste verjaardag van Voltaire georganiseerd door de federale regering en de stad Genève. De directie van de toneeluitvoeringen sprak van censuur en wilde niet toegeven, maar het toneelstuk werd door de directie Culturele Zaken van de stad Genève (de socialist Jean Ziegler) vanwege vermeende 'discreditering van de Islam' geschrapt.

### Ramadan in Rotterdam
In januari 2007 ging Ramadan aan de slag in Rotterdam als gasthoogleraar aan de Erasmus Universiteit en als 'bruggenbouwer' tussen moslims en niet-moslims. Als bruggenbouwer werd hij geacht in dienst van de gemeente de discussie tussen moslims en niet-moslims op gang te brengen, onder andere met debatten. De aanstelling van Ramadan was controversieel; ook zijn beloning leidde tot enige ophef. Die beloning bedroeg 200 duizend euro per jaar voor het hoogleraarschap van 1 dag per week en nog eens ruim 400 duizend euro voor debatten en wijkbezoeken. De salariskosten van Ramadan werden volledig betaald door de gemeente Rotterdam, die de speciale leerstoel voor Ramadan instelde. Toenmalig wethouder Participatie en Cultuur in Rotterdam, Orhan Kaya, was de initiator van de aanstelling van Ramadan. Socioloog Han Entzinger, destijds hoogleraar Migratie- en Integratiestudies aan de Erasmus Universiteit, was voorstander van Ramadans komst naar Rotterdam. Hij noemde Ramadan een 'kleurrijke figuur' die goed zou zijn voor de discussie. Voormalig hoogleraar sociologie aan de EUR, Jan Berting, sprak zich uit tegen Ramadan. Volgens Berting stelde Ramadan de islam boven alles en propageerde hij een politieke islam. Zijn advies werd door de Erasmus Universiteit en de gemeente echter niet gevolgd.
In maart 2009 publiceerde de Gay Krant een artikel waarin gesteld werd dat op door Ramadan ingesproken cassettes te horen was dat Ramadan homoseksualiteit een aandoening en een stoornis noemde. Hierop wilde de VVD-fractie in Rotterdam van het contract met Ramadan af. Al snel verenigde zich een groep sympathisanten rond Ramadan. Zij steunden Ramadan en stelden dat er sprake zou zijn van een hetze tegen hem. Onder de sympathisanten bevonden zich onder andere schrijver Abdelkader Benali en Eerste Kamerlid voor de SP Anja Meulenbelt. Benali schreef dat Ramadan een moslim met een mening was en dat dit volgens hem door het Westen niet werd getolereerd. In april 2009 maakte Rotterdam bekend door te willen met Tariq Ramadan. Het Rotterdamse college van B en W noemde de beschuldigingen van homodiscriminatie aan het adres van Ramadan ongegrond. Volgens wethouder voor Participatie Rik Grashoff van GroenLinks zag het college na beluistering van de bandopnamen geen reden om de samenwerking met Ramadan op te zeggen. Grashoff vond de citaten in het artikel van de Gay Krant "onjuist, tendentieus, onvolledig en uit de context gerukt". Leefbaar Rotterdam en de VVD in Rotterdam dienden daarop een motie in om het contract van Ramadan alsnog te ontbinden. De gemeenteraad stemde tegen die motie. Volgens wethouder Grashoff kon Ramadan in ieder geval tot 2011 aanblijven als hoogleraar en bruggenbouwer. Tijdens het debat in de gemeenteraad trok de VVD haar motie over Ramadan deels in. Ramadan hoefde niet op te stappen, zei de VVD tijdens het debat, maar hij mocht zich geen bruggenbouwer meer noemen. Deze draai, van opstappen naar herbenoemen, leverde de VVD veel kritiek op. Uiteindelijk stapten de twee VVD-wethouders, Mark Harbers en Jeanette Baljeu, zelf uit het college van Rotterdam.
In augustus 2009 raakte Ramadan in opspraak door zijn medewerking aan de door het Iraanse regime gesteunde en gefinancierde zender PressTV. Op PressTV presenteerde Ramadan het discussieprogramma Islam and Life. Deze keer was het het CDA op landelijk niveau dat aan de bel trok. Volgens het CDA was Ramadan niet meer geloofwaardig als integratie-adviseur. CDA-Kamerleden Jan Jacob van Dijk en Mirjam Sterk vonden dat iemand die een rolmodel moet zijn niet omstreden mag zijn. Op 18 augustus 2009 maakte het Rotterdamse stadsbestuur een einde aan de samenwerking met Tariq Ramadan. Volgens het Rotterdamse college had Ramadan door zijn werk voor PressTV zijn geloofwaardigheid als integratieadviseur verloren. Niet alleen omdat PressTV door het religieuze regime in Iran gesteund werd, maar ook omdat Ramadan zich niet had uitgesproken over het Iraanse bewind tijdens de rellen rond de Iraanse presidentsverkiezingen 2009. Op de dag van zijn ontslag zei Ramadan dat het opzeggen van zijn contract onderdeel was van een jacht op in het oog springende intellectuele moslims. Rotterdam zou bang zijn voor de opkomst van Geert Wilders, aldus Ramadan, en zou met het ontslag proberen van de islam af te komen. Ramadan hekelde het feit dat wethouder Grashoff geen contact met hem had opgenomen en kondigde juridische stappen aan. Ramadan ontkende het regime in Iran te steunen.
Uit een tv-programma met een portret van hem dat de IKON op 29 november 2009 uitzond, bleek dat Ramadan tòch minder grip op zijn programma’s op PressTV had dan hij wilde toegeven. In een van zijn uitzendingen werd blijkens de reportage een filmpje gemonteerd waarin het idee van de islamitische staat werd verheerlijkt. Pogingen van Ramadan om de uitzending van dit filmpje in zijn programma tegen te houden mislukten. In Trouw werd naar aanleiding van de IKON-uitzending van 29 november 2009 gesteld dat "Moslimfilosoof Tariq Ramadan minder grip heeft op zijn eigen tv-uitzendingen dan hij wil toegeven. [...] Pogingen van Ramadan om de uitzending van dit filmpje in zijn programma tegen te houden mislukten. Ramadan wil er niets meer over zeggen. Hij heeft sindsdien het vertrouwen in de IKON-journalisten opgezegd."
Op 11 augustus 2010 oordeelde de rechter, in een zaak aangespannen door Ramadan tegen de gemeente Rotterdam, dat Rotterdam geen schadevergoeding verschuldigd was voor het ontslag van Ramadan. Het gerechtshof bepaalde 19 maart 2013 in hoger beroep dat de gemeente hem loon moest uitbetalen tot 1 januari 2010.

## Opvattingen

### Cultuur en Religie
Ramadan onderstreept de noodzaak van een onafhankelijke ontwikkeling van de islam in het Westen, die niet wordt beïnvloed door conservatieve krachten van het Midden-Oosten. Hij vindt dat moslims in westerse landen zich niet moeten blijven beschouwen als vreemdelingen of als tijdelijk daar verblijvend, maar als volwaardige burgers. Hij roept moslims in het Westen daarom op hun geloof en hun leven als betrokken burgers met elkaar in overeenstemming te brengen. In zijn boeken Être musulman européen en Westerse moslims en de toekomst van de islam werkt hij dit thema verder uit: hoe kan men tegelijk een (goede) Europeaan zijn én een (goede) moslim. Hij maakt een sterk onderscheid tussen cultuur en religie. Jonge moslims in Europese landen moeten vlot integreren, zonder belemmering door bepaalde culturele gebruiken uit hun land van herkomst als die gebruiken slechts tot de cultuur en niet tot de religie behoren. Wel moeten ze hun religie trouw blijven, binnen de grenzen van wat de Koran voorschrijft. Ramadan neemt de teksten van de Koran, de Soenna en de Fiqh uiterst serieus en verwijst daarom regelmatig naar islam-geleerden, met name naar Abul Ala Maududi, Ibn Khaldun, Ibn Taymiyya, Habib Al-Mawardi, Ibn Al-Qayyim en Hassan al-Banna.
Tariq Ramadam werkt tot op zekere hoogte samen met en verwijst ook in zijn lezingen en werken naar de salafistische Islam-geleerde Yusuf al-Qaradawi, de leider van de Europese Fatwa Raad (European Council for Fatwas and Research - ECFR), die hij aanprijst als degene die Islamitische oplossingen en voorschriften aanreikt voor moderne problemen van moslims in het Westen.

### Islam en seculariteit
Ramadan beweert met grote stelligheid dat er géén conflict bestaat tussen de voorschriften van de Koran en de Hadith enerzijds en de seculiere wetten van de Europese landen anderzijds. Volgens Ramadan schrijft de sharia voor dat moslims in landen waar zij een minderheid vormen zich moeten houden aan de plaatselijke wetgeving, tenzij die wetgeving moslims zou dwingen te handelen in strijd met belangrijke principes uit de Koran. Want moslims moeten zich wel steeds houden aan de Koran en de sharia volgen, de sharia is voor Ramadan hèt centrale begrip De Bron. Volgens Ramadan kunnen moslims dankzij de vrijheid van meningsuiting zonder problemen deelnemen aan de niet-moslim samenleving, ze mogen immers voor hun mening uitkomen.
In september 2008 leidden Ramadans opvattingen over de plaats van de islam binnen de westerse samenleving tot een treffen tussen Frits Bolkestein en Ramadan tijdens een debat op 11 september 2008 in Rotterdam. Bolkestein stelde dat Ramadan voor een westers publiek zou zeggen te streven naar integratie, maar dat hij voor een moslimpubliek iets anders zou beweren. Ook zei Bolkestein dat Ramadan zou streven naar een wereldwijde islam in plaats van integratie in en respect voor het seculiere Westen. Ramadan ontkende zulks ooit gezegd te hebben. Hij reageerde later in een aantal artikelen – onder andere in de Volkskrant – en noemde Bolkestein gevaarlijk en onwetend.
In de 'clash' tussen cultuur en religie vindt Ramadan het hoofddoekverbod voor scholieren dat in 2004 in Frankrijk van kracht werd een grensgeval. Toch adviseert hij moslimmeisjes zonder hoofddoek naar school te gaan, omdat hij onderwijs belangrijker acht dan het hoofddoekvoorschrift.
Ramadan stelt dat de sharia in veel zogenaamde islamitische landen (Nigeria, Saoedi-Arabië, Afghanistan onder het het Talibanbewind) door de machthebbers misbruikt wordt om de mensenrechten van moslims, met name die de rechten van vrouwen, armen en politieke tegenstanders in te perken.

### Theorie van de zes C’s
Ramadan heeft in de loop van de jaren de theorie van de 6 C’s ontwikkeld, die verwijzen naar de pijlers waarop prioriteiten en strategieën moeten worden gebaseerd om eenvoudige en heldere perspectieven te bieden en opdat actieve moslims beter begrijpen wat er op het spel staat. Deze zijn : 1. Confidence, de moslims (in Europa) hebben dringend zelfvertrouwen nodig, omdat ze lijden onder een identiteitscrisis dienen ze betere zelfkennis en kennis van hun eigen geschiedenis te verkrijgen. 2. Coherentie: de permanente plicht om strenge kritiek te leveren op de tegenspraken, het gebrekkig functioneren en het verraad waarmee islamitische samenlevingen en gemeenschappen te kampen hebben. Moslims dienen overal getuigen (shâdid) te zijn van de rijkdom van hun geloofsboodschap. 3. Contributie van islamitische burgers moet een positief antwoord geven op het door ‘integratie’ geobsedeerde traditionalisme. 4. Creatieve energie en ondernemingsgeest dienen ze aan de dag te leggen op alle gebieden van denken en handelen (wetenschap, kunst, cultuur, samenleving, politiek, economie, ecologie en ethiek). 5. Communicatie is heel belangrijk naar de medeburgers en geloofsgenoten alsmede de keuze van termen en definitie van begrippen om rekening te houden met de evnt. angsten en andere perspectieven van degene tot wie gesproken wordt. 6. Contestatie: coherent en kritisch jegens jezelf zijn kan niet rechtvaardigen dat je kritiekloos voorbijgaat aan de incoherentie of zelfs de hypocrisie van de ander. Je hebt het recht en de plicht als moslim om te protesteren, je moet weerstand bieden aan verzaking van beginselen.

### Doodstraf en lijfstraffen
Ramadan heeft de islamitische leiders opgeroepen toepassing van de doodstraf en lijfstraffen op te schorten totdat overeenstemming is bereikt over de vraag in hoeverre en op welke manier deze straffen heden ten dage mogen en kunnen worden toegepast. Dat hij enkel een opschorting vroeg van deze straffen leidde tot kritiek van zowel moslims als niet-moslims. Zij zagen het als een halfslachtige poging om zich enerzijds als modern voor te stellen, en anderzijds de sharia niet af te vallen door deze straffen te verwerpen. In 2003 leverde dit standpunt van Ramadan een confrontatie op met de latere Franse president Nicolas Sarkozy. Tijdens een tv-debat beschuldigde Sarkozy Ramadan ervan steniging van vrouwen te verdedigen, Ramadan ontkende dit en verklaarde dat hij wel degelijk tegen deze straf is, maar dat het in de huidige omstandigheden beter is niet te ijveren voor een totaal verbod, maar voor een moratorium (opschorting) op deze straf, volgens Ramadan moet steniging in haar religieuze context worden gezien.
Met deze positie – 'slechts' een moratorium op steniging – distantieert Ramadan zich scherp van democratische moslims zoals Mohamed Arkoun, Soheib Bencheikh, Irshad Manji, Bassam Tibi en zovele anderen die deze steniging alle volledig afwijzen.

### Homoseksualiteit
In de media, onder andere in Nederland, Duitsland en Frankrijk, werd al vaker gesteld dat Ramadan met twee tongen zou spreken. Zijn redevoeringen voor een westers publiek zouden sterk afwijken van zijn redevoeringen – in het Arabisch – voor een publiek bestaande uit moslims. Ondanks opgenomen redevoeringen heeft Ramadan deze aantijgingen altijd ontkend. In maart 2009 publiceerde de Gay Krant een stuk waarin het blad Ramadans uitspraken over homoseksualiteit in het Engels en Frans tegenover de Arabische zette. Voor een westers publiek bepleit Ramadan respect voor homo's, voor een niet-westers publiek stelt Ramadan dat homoseksueel gedrag in strijd is met de Koran en een teken is van een aandoening en een stoornis. Ramadan ontkende deze uitspraken gedaan te hebben, de bandjes zouden verkeerd vertaald zijn en de citaten verdraaid, aldus Ramadan. Naar aanleiding van de publicatie in de Gaykrant wilde het SP-Tweede Kamerlid Sadet Karabulut vragen stellen over Ramadan. Kamervoorzitter Gerdi Verbeet, weigerde deze vragen toe te staan. Karabulut vroeg daarop aan de minister van Wonen, Wijken en Integratie Eberhard van der Laan om de subsidie aan Ramadan stop te zetten en zijn functie als adviseur van het bestuur van Rotterdam te beëindigen. Karabulut gaf daarvoor als reden: "Ramadan bepleit islamitische antwoorden op maatschappelijke problemen, zoals de paus katholieke antwoorden bepleit. De paus is echter geen adviseur van de Nederlandse overheid, dat is Ramadan wel en dat is geen goede zaak." Ook de Rotterdamse VVD-fractie en Leefbaar Rotterdam riepen de gemeente Rotterdam op het contract met Ramadan te verbreken.

### Studies van zijn opvattingen
- Caroline Fourest, een Franse onderzoeksjournaliste gespecialiseerd in het islamitische 'intégrisme' (de Franse term voor fundamentalisme), publiceerde een grondige studie van de opvattingen van Ramadan onder de titel Frère Tariq (uitgever: Grasset). Ze onderzocht een twintigtal boeken en de meeste geregistreerde spreekbeurten. Ze concludeerde dat Ramadan, ondanks zijn westerse voorkomen en ondanks zijn veelvuldige pleidooien voor integratie, in wezen een islamist is. Zo heeft hij verklaard Hassan al-Banna en zijn nalatenschap intensief bestudeerd en als model overgenomen te hebben.[44] Hij beschrijft deze ideologie als een veeleisende "stap-voor-stapfilosofie" en is bereid deze ideologische nalatenschap, stammend uit het begin-twintigste-eeuwse Egypte, aan te passen aan de veranderde omgeving van de 21e eeuw in het Westen. Fourest stelde dat Ramadan zich naar buiten toe opstelt als een moderne moslim, maar er in werkelijkheid radicale ideeën op nahoudt. Fourest kwam tot de ontdekking dat Ramadan op zijn cassettes zegt dat een goede moslimvrouw niet aan sport mag doen en nooit in een ruimte met een vreemde man mag verkeren. Enkele uittreksels van deze studie werden ook gepubliceerd in het weekblad L'Express van oktober 2004.[45] Tariq Ramadan publiceerde daarop een repliek.[46]
- In december 2006 is Junge Menschen schreiben über Europa[47] verschenen, uitgegeven door de Friedrich Ebert Stiftung in hun serie Eurovisionen, waarin Torben Voß, lector ‘Politik und Werte und Normen’ aan de Georg-August-Universität Göttingen, een vergelijkend onderzoek publiceert tussen de moderne islamfilosofen Bassam Tibi en Tariq Ramadan. Hierin wordt op pagina 60 geconcludeerd door Torben Voß: "Het gaat Ramadan in de eerste plaats om zending te bedrijven: de klassieke islamitische verdeling van de wereld in een gebied van de islam, waar de moslims heersen, en het gebied van de oorlog, waar de ongelovigen heersen of een verdrag hebben met de moslims die in hun gebieden wonen, heeft hij opnieuw gedefinieerd in verband met de zich duurzaam in Europa vestigende moslims. In plaats van gebied van de vrede heeft hij Europa als gebied van de missie (Da'wa, dat is prediking en bekering) benoemd. Het doel van Ramadan is de islamisering van Europa. Ik trek daaruit de consequentie dat dit voor de Europese burgers en intellectuelen niet acceptabel zou dienen te zijn." Op pagina 64 concludeert Voß: "Tariq Ramadans concept van Euro-islam dient als 'sharia'-islam beschouwd te worden. Ramadan streeft niet naar een seculier Europa maar naar een moslim-Europa dat op religieuze voorstellingen gegrondvest is. Bassam Tibi's concept van Euro-islam is in tegenstelling tot dat van Ramadan wel in overeenstemming met de ideeën van seculariteit en individuele mensenrechten en heeft de doelstelling om Islamisering van Europa te verhinderen."

## Kritiek
De Franse Midden-Oostenspecialist Antoine Sfeir (directeur van het Franse academische tijdschrift Les Cahiers de l'Orient) heeft de invloed die uitgaat van Ramadans lesgeving in de buitenwijken (banlieues) van Lyon in verband gebracht met het uitzonderlijk hoge aantal jonge Moslimmannen uit de regio Lyon dat naar Afghanistan trok, om zich daar te voegen bij de Jihad-strijders. Ramadan deed Antoine Sfeir vervolgens een proces aan vanwege soortgelijke publieke beweringen in het blad Lyon Mag, dat Ramadan verloor. Het Hof van Beroep te Lyon sprak in zijn beslissing van 22 mei 2003 uit dat predikers zoals Ramadan “invloed kunnen uitoefenen op jonge Islamisten en een factor van aanmoediging vormen die kan leiden tot aansluiting bij de partizanen of tot gewelddadigheden”.
De schrijfster Caroline Fourest heeft (met documenten en transcripten) onderbouwde kritiek op hem: zo spreekt hij zichzelf flagrant tegen, afhankelijk van zijn gehoor; Fourest omschrijft dit als opzettelijke en systematische misleiding. Zo blijkt uit het handboek geheten "Comprehension, Terminology and Discourse", grotendeels geschreven en geredigeerd door Tariq Ramadan en gepubliceerd door de Tawhid Press onder the auspiciën van de Union of Young Muslims (UJM) dat voor ieder westers woord dat een probleem oplevert voor Moslims een soort herdefiniëring gegeven wordt, een zgn. semantische verschuiving, die verwarring zaait onder gesprekspartners. Dit geeft hem de mogelijkheid om schijnbaar vredelievende verhandelingen te geven terwijl hij toch trouw is aan een duidelijk islamistische boodschap, zonder daar open over te hoeven zijn.
De Franse blogger en essayist Paul Landau (werkelijke naam Pierre Lurçat) publiceerde in 2005 een boek Le Sabre et le Coran (Het zwaard en de Koran), waarin hij schrijft dat Ramadan zich bedient van de taqiyya, een theologisch leerstuk dat volgens hem het liegen tegen niet-moslims zou rechtvaardigen.

## Invloed
Onder jonge moslims in meerdere Europese landen waaronder Frankrijk en Franstalig België is Ramadan waarschijnlijk de meest gelezen islamitische auteur. Hij geeft ook regelmatig lezingen in Canada en tot 2004 in de VS. Ook in het Verenigd Koninkrijk, Nederland en Vlaanderen groeit zijn bekendheid. Ramadan is lid van het European Muslim Network. Als islamexpert hoorde hij tot meerdere commissies van het Europees Parlement en hij is lid van de „Adviesgroep voor de Dialoog der Volkeren en Culturen“ onder voorzitterschap van het hoofd van de Europese Commissie (opgericht onder voorzitter Romano Prodi).

## Arrestatie
In oktober 2017 werd Ramadan, in de nasleep van de misbruikaffaire rond Harvey Weinstein, door de Franse schrijfster Henda Ayari beschuldigd van een verkrachting in 2012. Zij deed hiervan aangifte bij het parket van Rouen. Vlak hierna beschuldigden vier voormalige vrouwelijke leerlingen van Ramadan hem ervan dat ze in zijn tijd als docent Frans in Genève, in de jaren tachtig en negentig, seksueel door hem benaderd werden. Ze zouden toen 14 tot 18 jaar oud zijn geweest. De oudste drie zouden naar eigen zeggen intiem met hem zijn geweest. Op 31 januari 2018 werd Ramadan gearresteerd door de Franse politie, naar aanleiding van aanklachten van twee vrouwen die beweerden dat ze door hem verkracht waren in respectievelijk 2009 en 2012; een daarvan kwam van Ayari. Er werd een steuncomité Free Tariq Ramadan opgericht, dat zich ijverde voor zijn vrijlating.
Blijkens een bericht in 'Le Figaro' van 17 november 2020, is momenteel in Parijs een strafrechtelijk onderzoek naar Tariq Ramadan gaande. Mounia Rabbouj heeft een klacht ingediend dat zij in 2013 en 2014 meermalen is verkracht door Tariq Ramadan ('viols'). Daarnaast hebben nog vijf vrouwen soortgelijke klachten bij Justitie gedeponeerd. Tariq Ramadan stelt dat het hier gaat om 'wraak van ex-maîtresses' gaat. Hij heeft zich laten voorzien van vijf Franse advocaten ter verdediging.
In mei 2023 werd hij door een Zwitserse rechter vrijgesproken van verkrachting in de zaak van een vrouw die R.A.D. of Brigitte wordt genoemd. Tariq gaf tijdens het proces aan "talloze affaires" te hebben gehad, maar verklaarde nooit iemand te hebben verkracht.

## Privé
Ramadan is gehuwd met een tot de islam bekeerde Franstalige Zwitserse en heeft vier kinderen. Zijn vrouw bekeerde zich van het katholicisme tot de islam en nam de naam Iman (geloof) aan. Een zoon bezoekt een internaat dat door Yusuf Islam wordt geleid. In 1991 verhuisden ze met hun jonge kinderen naar Egypte tijdens zijn studie islamitische filosofie aan de Al-Azhar Universiteit.

## Publicaties
Franse titels:
- Jihad, guerre, et paix en Islam ISBN 2-909087-84-0
- Musulmans d'Occident : Construire et contribuer ISBN 2-909087-81-6
- De L'Islam ISBN 2-909087-80-8
- La foi, la voie, et la Resistance ISBN 2-909087-82-4
- Les Musulmans dans la laicite ISBN 2-909087-37-9
- Face à nos peurs: le choix de la confidance, Turijn 2008, Einaudi

Engelse titels:
- Western Muslims and the future of Islam ISBN 0-19-517111-X
- To Be a European Muslim ISBN 0-86037-300-2
- Islam, the West, and the Challenge of Modernity ISBN 0-86037-311-8

Nederlandse titels:
- Westerse moslims en de toekomst van de islam, Amsterdam (Bulaaq) 2005, ISBN 90-5460-110-8
- Een Jihad van vertrouwen, vertaald uit het Frans door Peter Klinkenberg, Amsterdam, Uitg. van Gennep 2008, ISBN 978-90-5515-978-9
- In de voetstappen van de profeet, vertaald uit het Frans door Hanneke Los, Amsterdam, Uitg. Van Gennep 2016, ISBN 978-94-6164-416-9

Over Ramadan:
- Paul Berman: Wie is er bang voor Tariq Ramadan, J.M. Meulenhoff, Amsterdam, 112 blz. Vertaald door Wybrand Scheffer. (Oorspronkelijke titel Who's afraid of Tariq Ramadan) ISBN 978-90-290-8063-7
- Lionel Favrot: Tariq Ramadan dévoilé - hors série de Lyon Mag'.
- Caroline Fourest: Brother Tariq: The doublespeak of Tariq Ramadan, Uitg. Social Affairs Unit, Londen 2008, ISBN 978-1-904863-26-7
- Caroline Fourest: Frère Tariq: Discours, stratégie et méthode de Tariq Ramadan, ISBN 2-246-66791-7
- Ralph Ghadban: Tariq Ramadan und die Islamisierung Europas, Verlag Hans Schiler, ISBN 3-89930-150-1
- Paul Landau: Le sabre et le coran, Tariq Ramadan et les frères musulmans à la conquéte de l'Europe, 2005, ISBN 2-268-05317-2
- Jack-Alain Léger: À contre coran, HC, 2004
- Jack-Alain Léger, Tartuffe fait Ramadan, Denoël, 2003,
- Thomas Schmidinger<(--Thomas Schmidinger (Q20740124)-->, Institut für Politikwissenschaft der Universität Wien, Wenen, "Tariq Ramadan und die Muslim Brüder in Europa", Duits
- Torben Voß: Uitgave Eurovisonen Dec. 2006 "Junge Menschen schreiben über Europa" artikel "Muslim Europe versus Euro-Islam", Zie o.a. pagina 54-65, Duits.
- Aziz Zemouri: Faut-il faire taire Tariq Ramadan ?, ISBN 2-84187-647-0